# Hilappajärvi
Hilappajärvi är en sjö i Finland. Den ligger i Gustavs kommun i landskapet Egentliga Finland, i den sydvästra delen av landet, 200 km väster om huvudstaden Helsingfors. Hilappajärvi ligger 12 meter över havet. Arean är 33,5 hektar och strandlinjen är 4,35 kilometer lång. Sjön  ingår i Norra Skärgårdshavets avrinningsområde.   Den ligger på ön Vartsala.
I övrigt finns följande vid Hilappajärvi:
- Viikarinpuhti (en vik)